# Janirella spinosa
Janirella spinosa är en kräftdjursart som beskrevs av Yakov Avadievich Birstein1963. Janirella spinosa ingår i släktet Janirella och familjen Janirellidae. Inga underarter finns listade i Catalogue of Life.